# 凱尼恩鎮區 (明尼蘇達州古德休縣)
凱尼恩鎮區（英語：Kenyon Township）是位於美國明尼蘇達州古德休縣的一個行政鎮區。

## 地方資料
凱尼恩鎮區的面積為87.20平方千米，當中陸地面積為87.20平方千米，而水域面積為0.00平方千米。根據2020年美國人口普查的數據，當地共有人口388人，而人口密度為每平方千米4.45人。